# Космос-2366
Космос-2366 је један од преко 2400 совјетских вјештачких сателита лансираних у оквиру програма Космос.
Космос-2366 је лансиран са космодрома Плесецк, Русија, 26. августа 1999. Ракета-носач Космос је поставила сателит у орбиту око планете Земље. 